# Ágfalva
Ágfalva là một thị trấn thuộc hạt Győr-Moson-Sopron, Hungary. Thị trấn này có diện tích 13,08 km², dân số năm 2010 là 2125 người, mật độ 162 người/km².